# Liste des arbitres internationaux français

## Basket-ball
Les arbitres sont désignés par la FIBA :
- Regis Bardera
- Joseph Bissang
- David Chambon
- Jean-Charles Collin depuis 2012
- Carole Delauné
- Mathieu Hosselet depuis 2013
- Johann Jeanneau
- Nicolas Maestre
- Carlos Mateus
- Eddie Viator
- Yohan Rosso

## Football
| Nom                 | Arbitre | Arbitre assistant | Arbitre vidéo | Depuis | Sexe |
| ------------------- | ------- | ----------------- | ------------- | ------ | ---- |
| Alexis Auger        | ❌      | ✔️                | ❌            | 2023   | H    |
| Benoît Bastien      | ✔️      | ❌                | ✔️            | 2014   | H    |
| Mikaël Berchebru    | ❌      | ✔️                | ❌            | 2021   | H    |
| Aurélien Berthomieu | ❌      | ✔️                | ❌            | 2021   | H    |
| Victoria Beyer      | ✔️      | ❌                | ❌            | 2018   | F    |
| Clothilde Brassart  | ❌      | ✔️                | ❌            | 2021   | F    |
| Jérôme Brisard      | ✔️      | ❌                | ✔️            | 2018   | H    |
| Ruddy Buquet        | ✔️      | ❌                | ❌            | 2011   | H    |
| Alexandra Collin    | ✔️      | ❌                | ❌            | 2021   | F    |
| Elodie Coppola      | ❌      | ✔️                | ❌            | 2011   | F    |
| Nicolas Danos       | ❌      | ✔️                | ❌            | 2013   | H    |
| Bastien Dechepy     | ✔️      | ❌                | ✔️            | 2023   | H    |
| Willy Delajod       | ✔️      | ❌                | ✔️            | 2020   | H    |
| Aurélien Drouet     | ❌      | ✔️                | ❌            | 2020   | H    |
| Clémentine Dubreil  | ❌      | ✔️                | ❌            | 2023   | F    |
| Erwan Finjean       | ❌      | ✔️                | ❌            | 2022   | H    |
| Stéphanie Frappart  | ✔️      | ❌                | ✔️            | 2009   | F    |
| Pierre Gaillouste   | ✔️      | ❌                | ✔️            | 2023   | H    |
| Audrey Gerbel       | ✔️      | ❌                | ❌            | 2023   | F    |
| Bérengère Jourdain  | ❌      | ✔️                | ❌            | 2024   | F    |
| François Letexier   | ✔️      | ❌                | ✔️            | 2017   | H    |
| Jennifer Maubacq    | ❌      | ✔️                | ❌            | 2015   | F    |
| Benoît Millot       | ❌      | ❌                | ✔️            | 2014   | H    |
| Cyril Mugnier       | ❌      | ✔️                | ❌            | 2017   | H    |
| Manuela Nicolosi    | ❌      | ✔️                | ❌            | 2010   | F    |
| Benjamin Pagès      | ❌      | ✔️                | ❌            | 2018   | H    |
| Jérémie Pignard     | ✔️      | ❌                | ✔️            | 2021   | H    |
| Mehdi Rahmouni      | ❌      | ✔️                | ❌            | 2018   | H    |
| Mélissa Rossignol   | ❌      | ✔️                | ❌            | 2024   | F    |
| Camille Soriano     | ❌      | ✔️                | ❌            | 2019   | F    |
| Clément Turpin      | ✔️      | ❌                | ✔️            | 2010   | H    |
| Maika Vanderstichel | ✔️      | ❌                | ✔️            | 2020   | F    |
| Eric Wattellier     | ✔️      | ❌                | ✔️            | 2023   | H    |
| Hicham Zakrani      | ❌      | ✔️                | ❌            | 2015   | H    |

## Handball

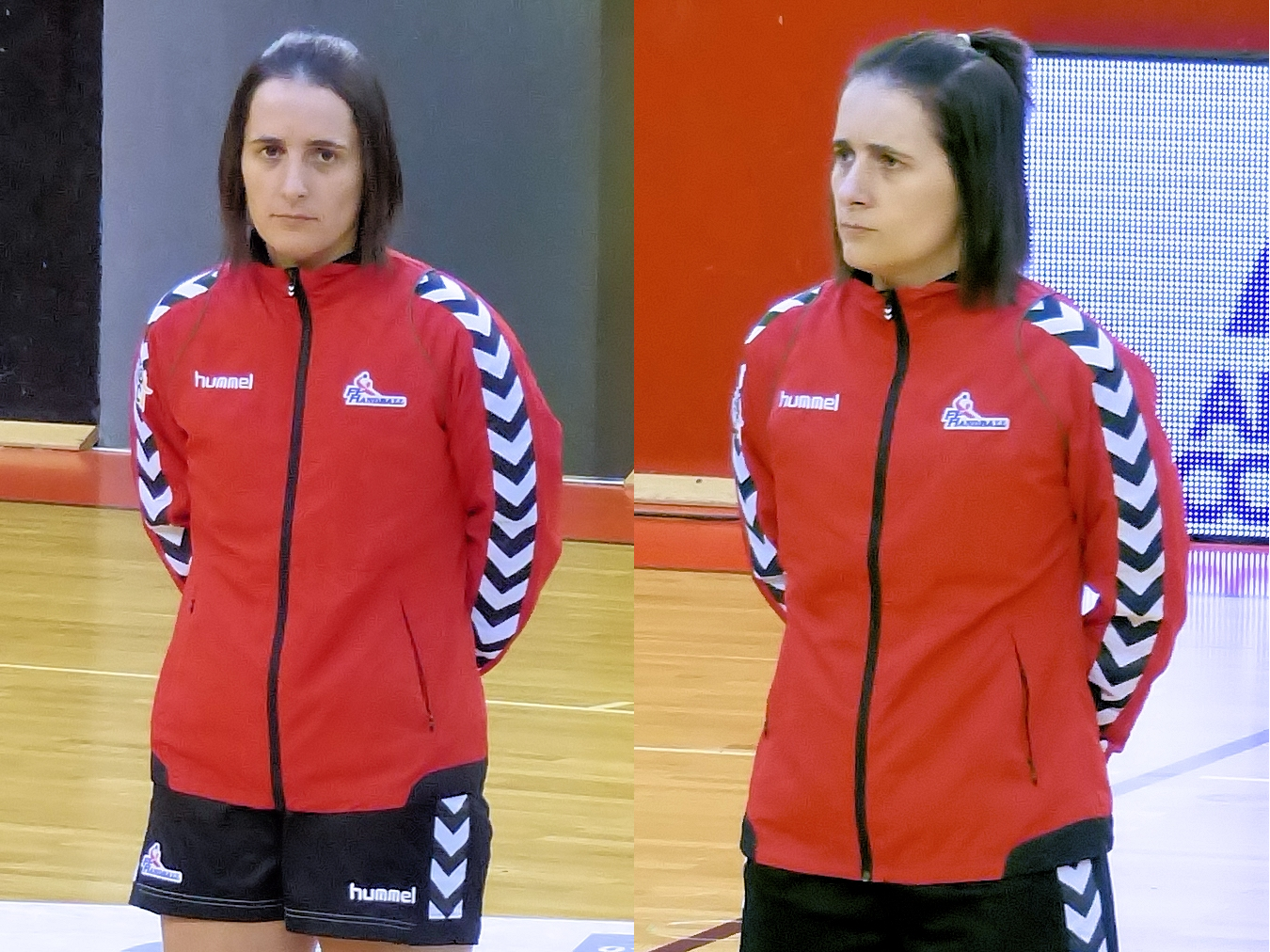
Charlotte et Julie Bonaventura, arbitres de handball.

Quatre paires d'arbitres internationaux français ont été désignés par la Fédération internationale de handball (IHF) pour la saison 2023-2024 :
- Charlotte et Julie Bonaventura
- Karim et Raouf Gasmi
- Yann Carmaux et Julien Mursch
- Titouan Picard et Pierre Vauchez

Parmi les anciens arbitres internationaux français, on trouve :
- Christian Lux et Jean-Claude Lelarge[4] - IHF, participation aux Jeux olympiques de 1980[5]
- Jean Lelong et Gérard Tancrez - IHF, participation aux Jeux olympiques de 1984, 1988 et 1992[5]
- François Garcia et Jean-Pierre Moréno - IHF, participation aux Jeux olympiques de 1996 et 2000[5]
- Olivier Buy et Gilles Bord - IHF, participation aux Jeux olympiques de 2004 et 2008[5]
- Nordine Lazaar et Laurent Reveret - IHF, participation aux Jeux olympiques de 2012[5]
- Sylvie Borroti et Odile Marcet - IHF
- Thierry Dentz et Denis Reibel - EHF

Parmi les anciens arbitres internationaux d'autres nationalités, on trouve :
- Martin Gjeding (de) et Mads Hansen (de)
- Matija Gubica (de) et Boris Milošević (de)
- Mirza Kurtagic (de) et Mattias Wetterwik (de)
- Bojan Lah (de) et David Sok (en)
- Maike Merz (de) et Tanja Kuttler (de)
- Robert Schulze (de) et Tobias Tönnies (de)

## Rugby à XV
Les arbitres sont désignés par l'IRB :
- Mathieu Raynal
- Jérôme Garcès
- Pascal Gaüzère
- Romain Poite
- Alexandre Ruiz

## Tennis
- Pierre Bacchi[7]
- Jacques Dorfmann
- Cédric Mourier[8]
- Pascal Maria
- Bruno Rebeuh
- Kader Nouni